# Monastère de Daoú
Le monastère de Daoú (grec moderne : Ιερά Μονή Παντοκράτορος Χριστού της Ιεράς Αρχιεπισκοπής Αθηνών) est un monastère orthodoxe situé sur les flancs du Pentélique près de Rafína en Attique. Il est dédié au Christ pantocrator.
Sa fondation initiale remonte au Xe siècle. Son narthex date du XIIIe siècle. Il a été rénové au XVIe siècle avant d'être détruit par un raid pirate au XVIIe siècle. Il aurait alors été abandonné vers 1690. Il fut refondé en 1963.